# Rue Camille Simoens
Pour les articles homonymes, voir Camille et Simoens.
La rue Camille Simoens (en néerlandais : Camille Simoensstraat) est une rue bruxelloise de la commune de Schaerbeek qui va de l'avenue Voltaire à la rue Général Eenens.

## Histoire et description
Camille Simoens est un entrepreneur du bâtiment et homme politique né à Harelbeke le 23 octobre 1851 et décédé à Schaerbeek le 19 mars 1919.
La numérotation des habitations va de 1 à 51 pour le côté impair et de 2 à 50 pour le côté pair.